# Pobłocki

Pobłocki I

Pobłocki (Poblocki, Poblotzki, Poblotzky, Jeleń, Brochwicz odmienny) – kaszubski herb szlachecki. Według Przemysława Pragerta jest to odmiana herbu Brochwicz, natomiast Juliusz Karol Ostrowski traktuje ten herb jako odmianę herbu Jeleń.

## Opis herbu
Herb występował w co najmniej siedmiu wariantach. Opisy z wykorzystaniem zasad blazonowania, zaproponowanych przez Alfreda Znamierowskiego:
Pobłocki I (Poblocki, Jeleń, Brochwicz odmienny): W polu błękitnym jeleń biegnący srebrny, ponad nim z prawej półksiężyc złoty z trzema takimiż gwiazdami; po jednej na rogach i jednej niżej, pośrodku. Klejnot: nad hełmem w koronie trzy pióra strusie; złote między błękitnymi. Labry: błękitne, podbite złotem.
Pobłocki Ia (Brochwicz odmienny): W polu czerwonym pół jelenia naturalnego, wyskakującego z lewej strony tarczy, nad nim półksiężyc srebrny między dwoma takimiż gwiazdami w pas. Klejnot: nad hełmem w koronie trzy pióra strusie. Labry: czerwone, podbite srebrem.
Pobłocki Ib (Jeleń, Brochwicz odmienny, Pobłocki II): W polu czerwonym jeleń naturalny, biegnący, nad nim półksiężyc złoty z takąż gwiazdą między rogami i dwiema takimiż gwiazdami większymi po bokach. Klejnot: nad hełmem w koronie trzy pióra strusie. Labry: czerwone, podbite złotem.
Pobłocki Ic (Brochwicz odmienny, Poblotzki, Poblocki III): W polu błękitnym jeleń biegnący srebrny, nad nim półksiężyc z twarzą srebrny z takimiż gwiazdami nad każdym z rogów. Klejnot: nad hełmem w koronie trzy pióra strusie; srebrne między błękitnymi. Labry: błękitne, podbite srebrem.
Pobłocki Id (Brochwicz odmienny): W polu zielonym jeleń stojący srebrny, nad nim półksiężyc srebrny z takimiż gwiazdami nad każdym z rogów i jedną między rogami, niżej. Klejnot: nad hełmem w koronie trzy pióra strusie. Labry: zielone, podbite srebrem.
Pobłocki Ie (Brochwicz odmienny, Poblotzky): W polu czerwonym jeleń stojący srebrny, z gwiazdą srebrną między rogami, nad nim półksiężyc srebrny z takimiż gwiazdami nad każdym z rogów. Klejnot: nad hełmem w koronie trzy pióra strusie. Labry: czerwone, podbite srebrem.
Pobłocki If (Brochwicz odmienny, Poblotzki): W polu czarnym pół jelenia wspiętego. Klejnot: nad hełmem w koronie trzy pióra strusie. Labry: nieznanej barwy.
Pobłocki Ig (Brochwicz odmienny, Poblotzki): W polu pół jelenia wspiętego, nad nim półksiężyc między dwiema gwiazdami w pas. Barwy nieznane. Klejnot: nad hełmem w koronie trzy pióra strusie. Labry: nieznanej barwy.

## Najwcześniejsze wzmianki
Herb znany polskim i niemieckim heraldykom. Wariant I wymieniany przez Nowego Siebmachera, Ledebura (Adelslexikon der Preussiche Monarchie) oraz przez Ostrowskiego (Księga herbowa rodów polskich jako Pobłocki I czyli Jeleń odm.). Wariant Ia ma być najstarszą wersją tego herbu, pochodzi od Dachnowskiego (Herbarz szlachty Prus Królewskich z XVIII w.). Wariant Ib wymieniany przez Tablice odmian herbowych Chrząńskiego, zaś bez barw przytoczony przez Niesieckiego (jako Jeleń) i Ostrowskiego (jako Pobłocki II). Wariant Ic wzmiankowany przez Nowego Siebmachera (opis niezgodny z rysunkiem, w opisie trzy gwiazdy) i Ostrowskiego (jako Pobłocki III). Siebmacher podaje, że jest to herb Pobłockich osiadłych w XVIII-XIX wieku w Łówczu Dolnym, Perlinie i Dzięcielcu. Wariant Id pochodzi od Piotra Nałęcza-Małachowskiego (Zbiór nazwisk szlachty). Przemysław Pragert powątpiewa w prawidłową rekonstrukcję barwy pola. Wariant Ie opisują Seweryn Uruski (Rodzina. Herbarz szlachty polskiej) i Fritz von Poblotzki (Die Ursprünge des Hause Poblotz) jako herb zniemczonych von Poblotzkych. Wariant If pochodzi z pieczęci Johanna von Poblotzky z 1780, barwa pola jest tu niepewna, pochodzi z tablic rękopisu Fritza von Poblotzky'ego. Wariant Ig widnieje na pieczęci z 1872 roku, należącej do Augustina von Poblotzki z Lini.

## Rodzina Pobłockich
Rodzina o nazwisku pochodzącym od Pobłocia w ziemi wejherowskiej. Pierwsza wzmianka o Pobłockich pochodzi z 1570 roku (Wojtek Poploczki, Matthias i Martinus Pobłocki). Oprócz rodowej siedziby, Pobłoccy mieli też działy w innych wsiach: Gowino, Puzdrowo, Kętrzyno, Wyszecin, Lewino, Lewinko, Strzebielino, Mściszewice, Opalin, Podjazy, Tępcz, Żelewo, Dzięcielec, Łówcz, Perlino. Pobłoccy pełnili funkcje ziemskie niskiego szczebla w powiecie mirachowskim oraz posłowali na Sejm. Pod zaborami służyli w armii pruskiej.
Z rodziny tej wywodzi się śpiewaczka Ewa Pobłocka.

## Herbowni
Pobłocki (Poblocki, Poblotzki, Poblotzky, Poblotzki, Pobolski). Rodzina używała też przydomków Delk, Kisz, Kościanek, Bach, Kołdras, Mach i Witek. Trzy pierwsze mogą być pierwotnie nazwiskami innych rodzin, które siedziały w Pobłociu razem z oryginalnymi Pobłockimi.